# William Greene
William Greene, född 16 augusti 1731, död 29 november 1809, var den andre guvernören av Rhode Island sedan den utropat sin självständighet tillsammans med de övriga av de 13 kolonierna vid den amerikanska östkusten.

## Familj
Greene föddes i Warwick, Rhode Island. Hans far, William Greene, hade varit guvernör när Rhode Island fortfarande var en brittisk koloni.
Greene gifte sig med Catharine Ray från New Shoreham,  Block Island, 1762.  Catharine (Ray) Greene föddes den 10 juli 1731 och avled den 29 januari 1794. De bodde på Greene Farm, East Greenwich, Rhode Island, som har funnits i familjens ägo sedan det byggdes på 1680-talet. Båda är begravda i familjegraven på Greene Farm.

## Guvernör
Greene var guvernör från den 4 maj 1778 till 3 maj 1786. Han efterträdde Nicholas Cooke och kom sedan att efterträdas av John Collins.